# Colobus
Colobus Illiger, 1811 è un genere di scimmie del vecchio mondo della famiglia Cercopithecidae, sottofamiglia Colobinae.

## Descrizione
Il nome del genere viene dal greco kolobòs (κολοβός) "mutilo", "monco", e si riferisce alla quasi assenza del pollice, ridotto ad un moncone: una caratteristica comune ai generi appartenenti alla tribù colobini.
L'aspetto di queste scimmie è caratterizzato dal vistoso contrasto tra il nero del corpo e il bianco della coda, del mantello e di una fascia che incornicia il muso.
Il genere comprende le specie di maggiori dimensioni tra i colobini: la lunghezza del corpo è tra 45 e 70 cm, quella della coda tra 50 e 100 cm, il peso tra 5 e 15 kg; i maschi sono in genere notevolmente più grandi delle femmine.

## Distribuzione e habitat
I colobi vivono in varie zone dell'Africa sub-sahariana: dal Senegal all'Etiopia, dall'Angola allo Zambia e nel Kenya. Gli habitat sono vari: la foresta pluviale tropicale, la foresta di montagna fino a 3000 m di altitudine e i mangrovieti.

## Biologia
L'attività è diurna e quasi sempre arboricola. I colobi vivono in gruppi formati da un solo maschio adulto, da due a sei femmine e i loro cuccioli. I gruppi sono territoriali e avvisano con segnali vocali i conspecifici della propria presenza.
La dieta è vegetariana ed è basata soprattutto sulle foglie. L'apparato digerente è adattato a questo cibo in modo simile a quello dei ruminanti: lo stomaco è diviso infatti in compartimenti, due dei quali servono a digerire la cellulosa grazie ad opportuni batteri.
La gestazione dura tra cinque e sei mesi e usualmente nasce un solo cucciolo, che raggiunge la maturità sessuale fra tre e quattro anni se femmina e tra quattro e sei anni se maschio. La longevità in natura è circa 20 anni e in cattività intorno a 30.

## Specie
Il genere contiene cinque specie:
- Colobus angolensis (Sclater, 1860) – colobo dell'Angola
- Colobus guereza (Ruppell, 1835) - guereza
- Colobus polykomos (Zimmermann, 1870) – colobo orsino
- Colobus satanas (Waterhouse, 1838) – colobo nero
- Colobus vellerosus (I. Geoffroy, 1834) – colobo velleroso